# 民事勋章
民事勋章或民事奖章是一种颁贈于平民或政府文职人员的奖励，用以表揚此人的杰出成就或服务精神，军、警或其他纪律部队人员也有资格接受民事的奖励。
民事勋章根据它的功能可以分为以下几种：
- 骑士勋章－骑士勋章之下又细分若干等级。
- 功绩勋章－表揚在文化、艺术、文学或科学方面的成就，一般只有一个等级。
- 英勇奖章－表揚有英勇表现的平民或政府文职人员。
- 杰出成就奖章－表揚有杰出成就的平民或政府文职人员。
- 服务奖章－给于政府文职人员服役若干年的奖励。